# Chuck Rainey
Chuck Rainey, rodným jménem Charles Walter Rainey III, (* 17. června 1940) je americký baskytarista. Zpočátku hrál na klavír, housle a trubku, během studií na vysoké škole přešel k baskřídlovce a během vojenské služby se naučil hrát na kytaru. Kvůli nedostatku improvizačních schopností při hře na kytaru přešel nakonec k baskytaře a začal pracovat jako studiový hudebník v New Yorku. Během své kariéry spolupracoval s mnoha hudebníky, mezi něž patří například Yusef Lateef, Red Holloway, Bette Midler, Rickie Lee Jones a Quincy Jones. Rovněž vydal několik vlastních alb.